# 1995 год в политике России

## Июнь
- 14 июня произошёл террористический акт в Будённовске, когда группа террористов численностью 195 человек, возглавляемая Шамилем Басаевым, захватила более 1600 заложников в больнице г. Будённовска Ставропольского края с целью вынудить российские власти остановить военные действия в Чечне и вступить в переговоры с режимом Дудаева. Председатель правительства России В.С. Черномырдин, который вмешался в антитеррористическую операцию, отдал приказ прекратить освобождение здания, и выйти спецподразделениям из здания больницы. Террористы получили возможность беспрепятственно вернуться в Чечню. В результате теракта погибли 129 человек, 415 ранены.[1]

## Декабрь
- 17 декабря прошли выборы в Государственную Думу второго созыва. Пятипроцентный барьер преодолели КПРФ, «Наш дом — Россия», ЛДПР и «Яблоко».